# Сересо Осака
Сересо Осака (яп. セレッソ大阪, Серессо Осака) — японський футбольний клуб з міста Осака, який виступає в Джей-лізі 2.

## Історія
Клуб був заснований в 1957 році як футбольна секція компанії «Янмар Дизель», а в 1995 році під назвою «Сересо Осака» приєднався до професійної футбольної Джей-ліги. Назва походить від іспанського слова «Сересо» (з ісп. — «Сакура»). Найвищим досягненням команди є бронзові медалі чемпіонату в 2010-го року. Рожевий — колір квітучої сакури, став основним кольором форми.

## Досягнення

### Футбольний клуб «Янмар» (Осака)
- Японська ліга футболу:
  -  Чемпіон (4): 1971, 1974, 1975, 1980

- Кубок Японської футбольної ліги:
  -  Володар (3): 1973 (розділений), 1983, 1984

- Кубок Імператора
  -  Володар (3): 1968, 1970, 1974
  -  Фіналіст (3): 1994, 2001, 2003

- Суперкубок Японії
  -  Володар (1): 1981
  -  Фіналіст (2): 1977, 1978

### «Сересо Осака»
- Джей-ліга
- Бронзовий призер (1): 2010

- Футбольна ліга Японії:
  -  Чемпіон (1) 1994 (як команда компанії)

- Кубок Імператора
  -  Володар (1): 2017
  -  Фіналіст (3): 1994, 2001, 2003

- Кубок Джей-ліги
  -  Володар (1): 2017
  -  Фіналіст (2): 2021, 2022

- Суперкубок Японії
  -  Володар (1): 2018

## Відомі гравці
- Каґава Сіндзі
- Нісідзава Акінорі
- Окубо Йосіто
- Морісіма Хіроакі
- Ямагуті Хотару
- Какітані Йоїтіро
- Канда Кацуо
- Какау
- Міодраг Анджелкович
- Дієго Форлан

## Відомі тренери
| Тренер           | Нац.                 | Період                         |
| ---------------- | -------------------- | ------------------------------ |
| Паулу Еміліу     | Бразилія             | 1994–96                        |
| Сова Хіроті      | Японія               | 1 січня 1996–31 грудня 1996    |
| Левір Кульпі     | Бразилія             | 1 лютого 1997–31 грудня 1997   |
| Мацукі Ясутаро   | Японія               | 1998                           |
| Рене Десайр      | Бельгія              | 1999                           |
| Соедзіма Хіросі  | Японія               | 1 січня 2000–1 серпня 2001     |
| Жоау Карлуш      | Бразилія             | 2001                           |
| Нісімура Акіхіро | Японія               | 2001–03                        |
| Цукада Юдзі      | Японія               | 2003                           |
| Петар Надовеза   | Хорватія             | 2004                           |
| Фуад Музурович   | Боснія і Герцеговина | 2004                           |
| Альберт Побор    | Хорватія             | 2004                           |
| Цунамі Сатосі    | Японія               | 1 липня 2004 – 17 квітня 2006  |
| Цукада Юдзі      | Японія               | 18 квітня 2006–31 грудня 2006  |
| Цунамі Сатосі    | Японія               | 1 січня 2007–7 травня 2007     |
| Левір Кульпі     | Бразилія             | 8 травня 2007–31 грудня 2011   |
| Сержіу Суареш    | Бразилія             | 1 січня 2012–26 серпня 2012    |
| Левір Кульпі     | Бразилія             | 27 серпня 2012–11 грудня 2013  |
| Ранко Попович    | Сербія               | 1 січня 2014–9 червня 2014     |
| Марко Пеззаіулі  | Німеччина            | 16 червня 2014–8 вересня 2014  |
| Окума Юдзі       | Японія               | 8 вересня 2014–16 грудня 2014  |
| Паулу Аутурі     | Бразилія             | 1 січня 2015–17 листопада 2015 |
| Окума Кійоті     | Японія               | 17 листопада 2015–             |